# Keinu
Keinu (Fins voor Schommel) is een lied gecomponeerd door Aarre Merikanto. Hij schreef het lied op een gedeelte van de gelijknamige tekst van Aleksis Kivi uit 1939. Een man wil met zijn liefde met vlasachtig haar en een bleek gezicht in de zomeravond op de schommel zitten. Merikanto werd met dit lied derde in een compositiecompetitie uitgeschreven door de Aleksis Kivi-Vereniging.
Merikanto schreef het lied voor mannenkoor a capella. 